# Phibalapteryx
Phibalapteryx är ett släkte av fjärilar som beskrevs av Stephens 1829. Phibalapteryx ingår i familjen mätare.
Släktet innehåller bara arten Phibalapteryx virgata.

## Bildgalleri

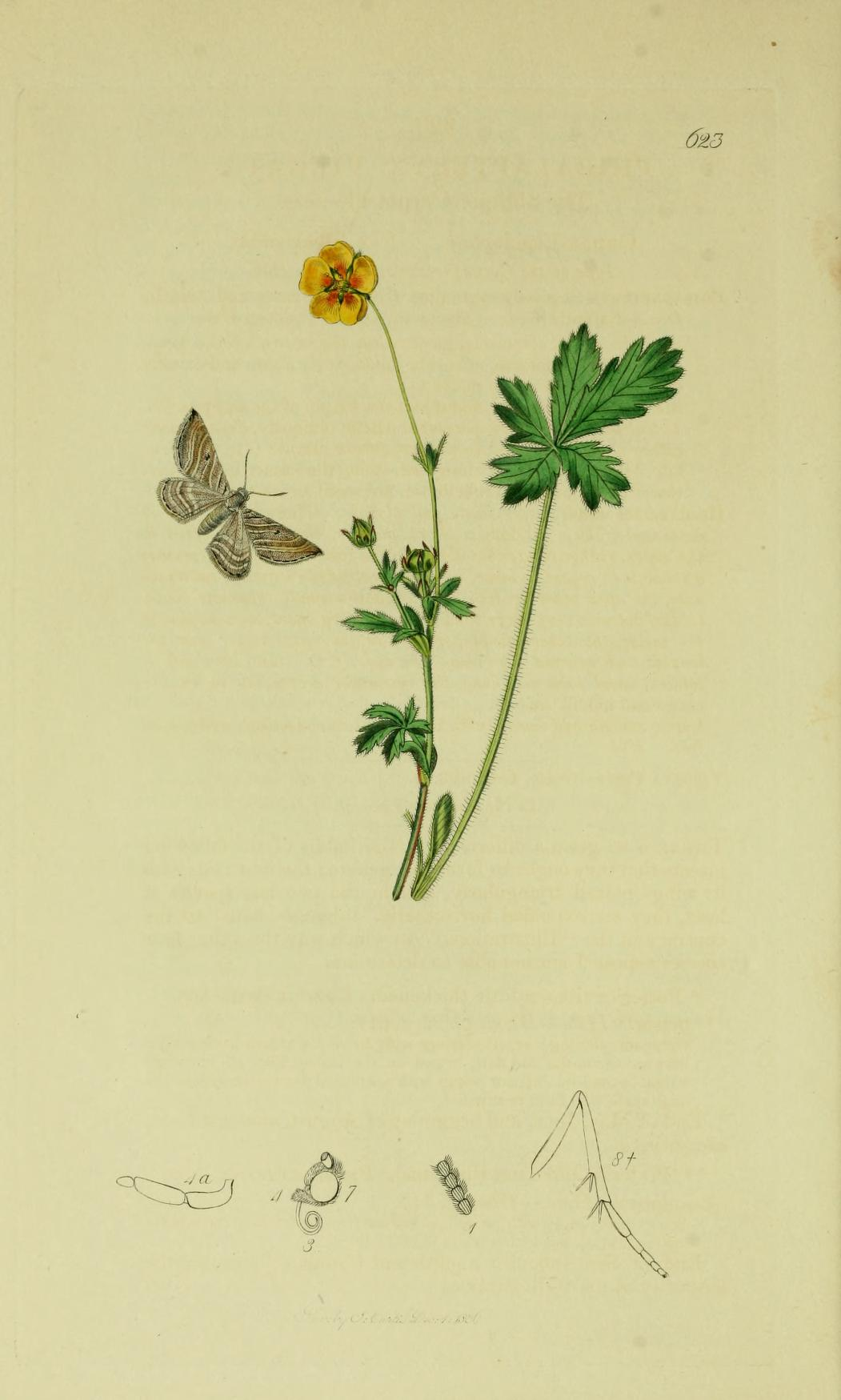
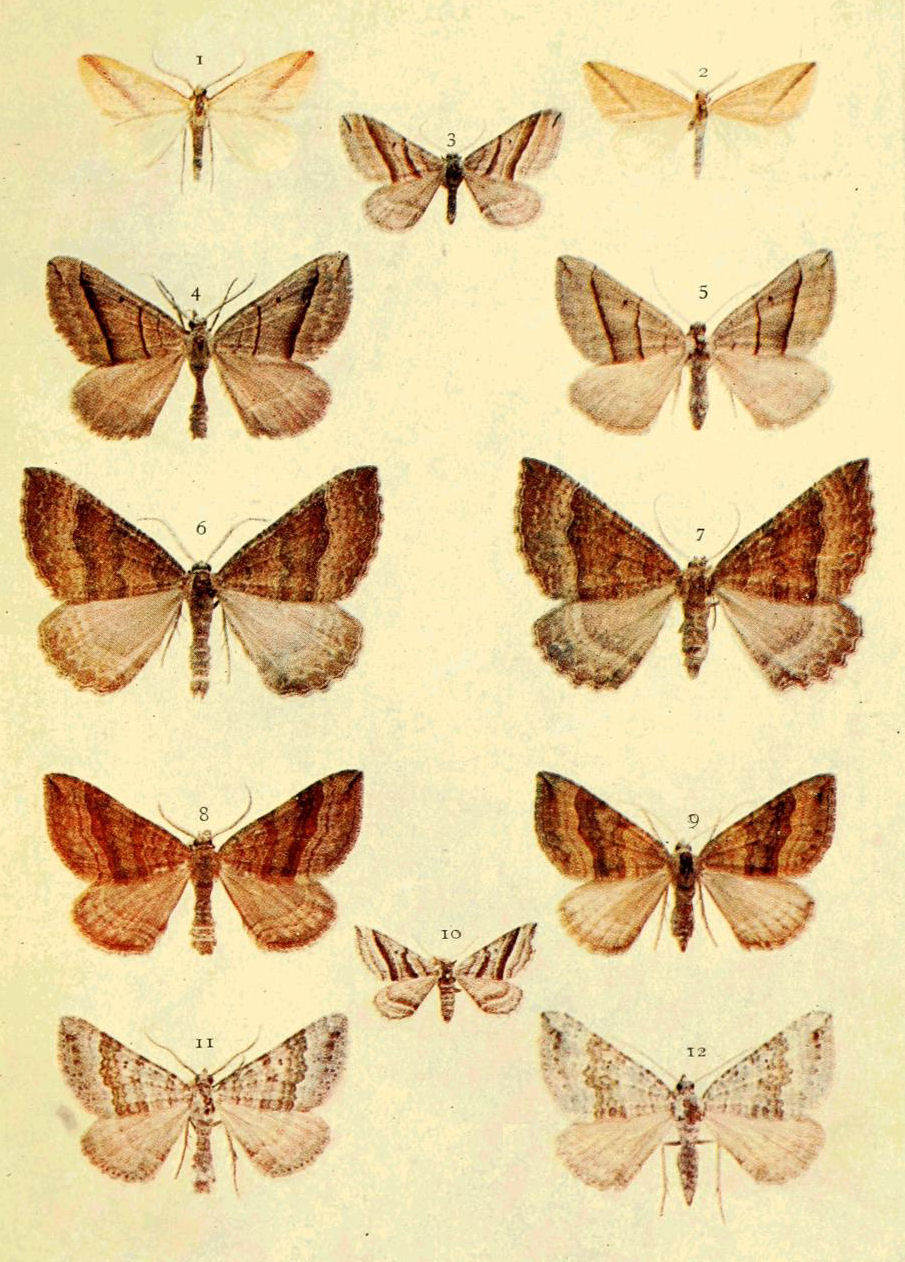
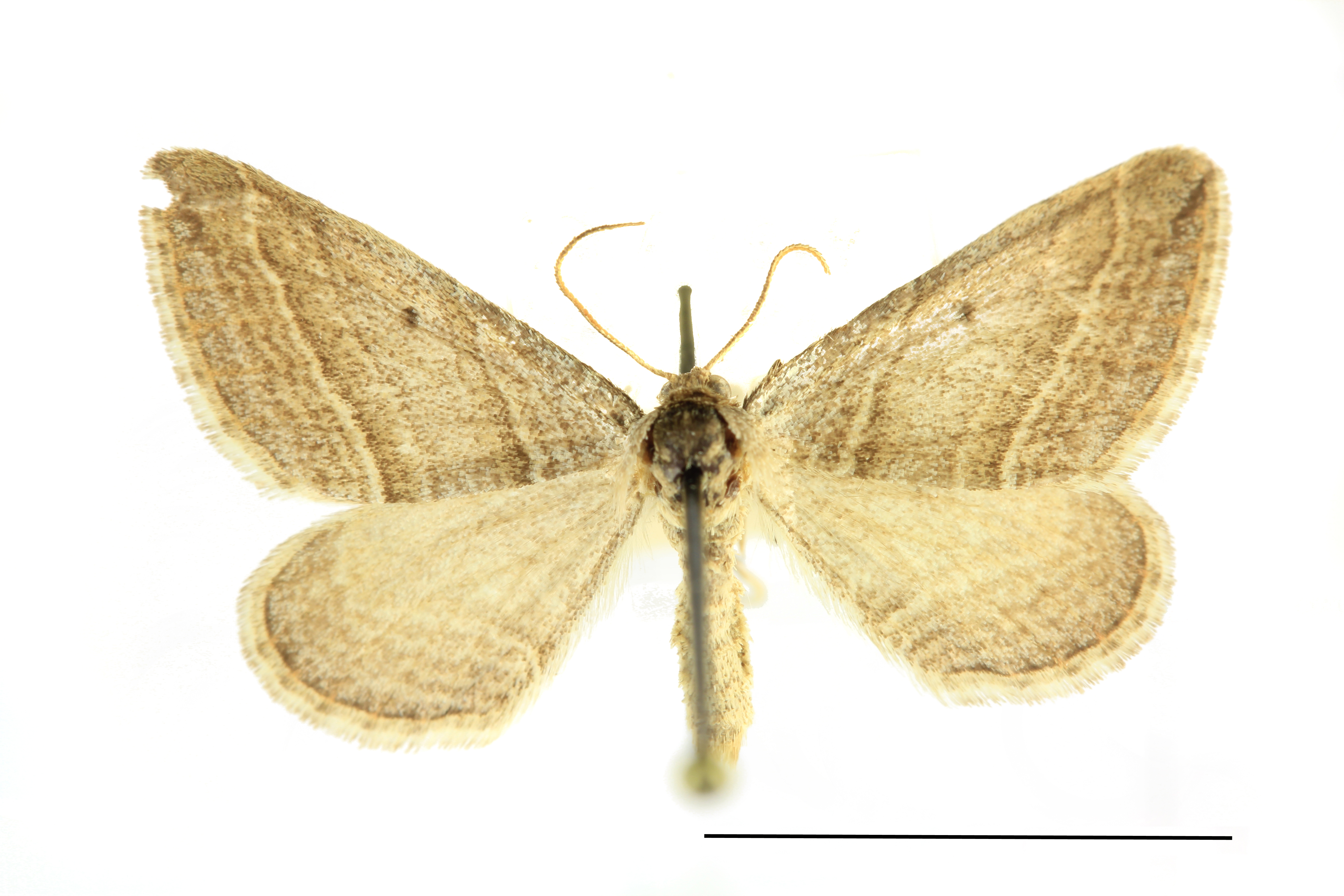
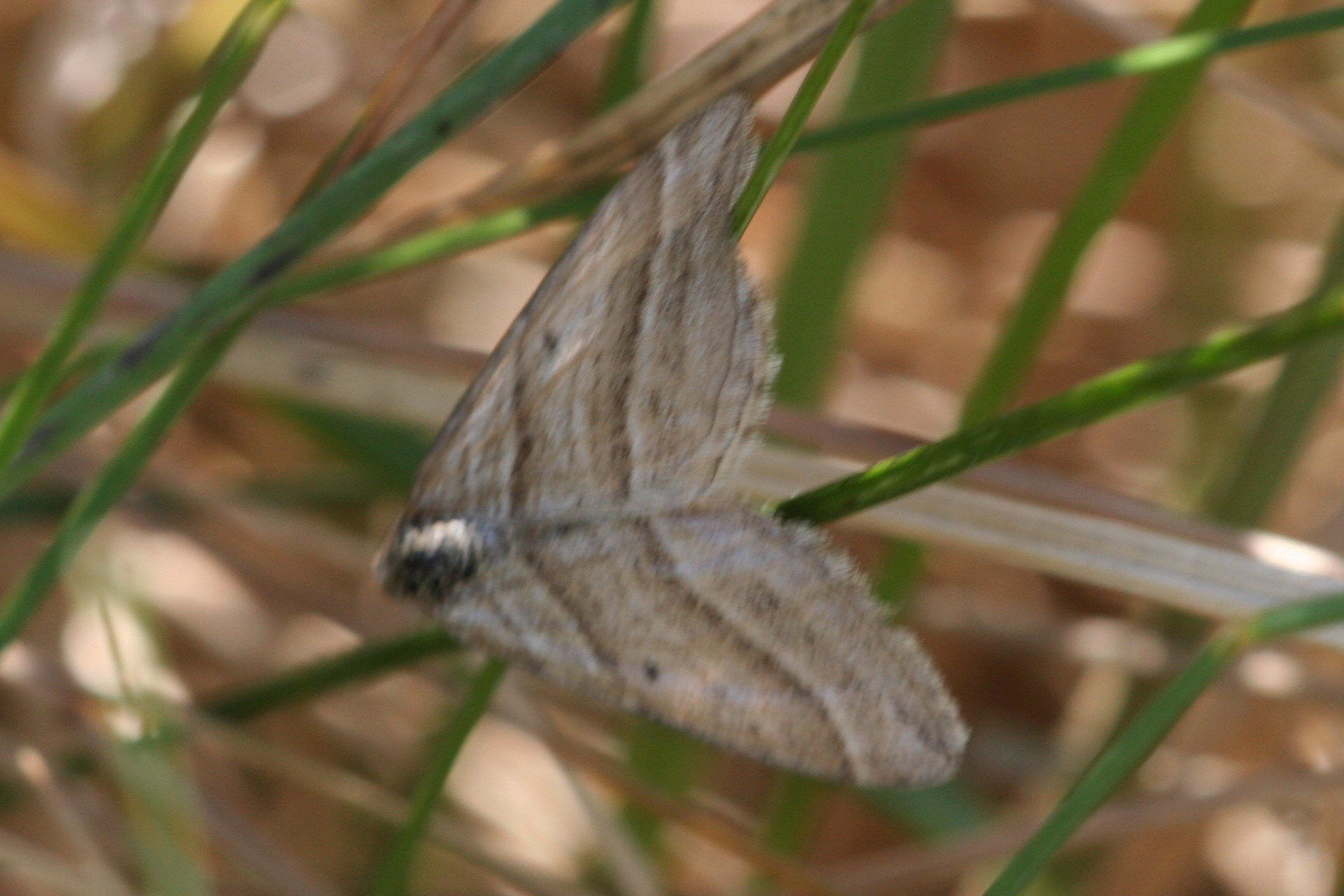